# I Shot Andy Warhol
Pour plus de détails, voir Fiche technique et Distribution.
I Shot Andy Warhol est un film britannico-américain, sorti en 1996 et réalisé par Mary Harron.

## Synopsis
Reconstitution de la vie de Valerie Solanas, militante féministe américaine, qui tenta de tuer Andy Warhol après que celui-ci a rejeté l'un de ses scénarios.

## Fiche technique
- Titre : I Shot Andy Warhol
- Réalisation : Mary Harron
- Scénario : Mary Harron et Daniel Minahan d'après le livre de Jeremiah Newton
- Photographie : Ellen Kuras
- Musique : John Cale
- Production : Tom Kalin, Pamela Koffler, Lindsay Law, Christine Vachon et Anthony Wall
- Pays d'origine : États-Unis - Royaume-Uni
- Format : Couleurs - 1,85:1 - Dolby Digital
- Genre : biographie, drame
- Durée : 103 minutes
- Date de sortie : 1996

## Distribution
- Lili Taylor : Valerie Jean Solanas
- Jared Harris : Andy Warhol
- Martha Plimpton : Stevie
- Lothaire Bluteau : Maurice Girodias
- Anna Levine : Iris
- Peter Friedman : Alan Burke
- Tahnee Welch : Viva
- Jamie Harrold : Jackie Curtis
- Donovan Leitch, Jr. : Gerard Malanga
- Michael Imperioli : Ondine
- Reg Rogers : Paul Morrisey
- Jill Hennessy : Laura
- Myriam Cyr : Ultra Violet
- Stephen Dorff : Candy Darling
- Anh Duong : Comtesse de Courcy
- Mark Margolis : Louis Solanas
- Gabriel Mann : Beau gosse
- John Ventimiglia : John
- Justin Theroux : Mark
- Eric Mabius : Révolutionnaire
- Isabel Gillies : Alison